# Dolichomitus flacissimus
Dolichomitus flacissimus là một loài tò vò trong họ Ichneumonidae.